# Dmitrovskaïa (métro de Moscou)
Dmitrovskaïa (en russe : Дмитровская et en anglais : Dmitrovskaya) est une station de la ligne Serpoukhovsko-Timiriazevskaïa (ligne 9 grise) du métro de Moscou, située sur le territoire du raïon Boutyrski dans le district administratif nord-est de Moscou.

## Situation sur le réseau
Établie en souterrain, à 59 mètres sous le niveau du sol, la station Dmitrovskaïa est située au point 054+73,1 de la ligne Serpoukhovsko-Timiriazevskaïa (ligne 9 grise), entre les stations Timiriazevskaïa (en direction de Altoufievo) et Saviolovskaïa (en direction de Boulvar Dmitria Donskogo).